# Collinsia ezoensis
Collinsia ezoensis là một loài nhện trong họ Linyphiidae.
Loài này thuộc chi Collinsia. Collinsia ezoensis được Kendo Saito miêu tả năm 1986.